# Scopula internexata
Scopula internexata är en fjärilsart som beskrevs av W. Warren 1904. Scopula internexata ingår i släktet Scopula och familjen mätare. Inga underarter finns listade.